# Calicnemia miles
Calicnemia miles е вид водно конче от семейство Platycnemididae. Видът не е застрашен от изчезване.

## Разпространение и местообитание
Разпространен е във Виетнам, Индия (Сиким и Химачал Прадеш), Китай (Гуанси), Лаос, Мианмар и Тайланд.
Обитава сладководни басейни и потоци.